# 서울 강동구의 국회의원

## 행정구역 변천
- 1979년 10월 1일 강남구 하일동·상일동·명일동·고덕동·암사동·천호동·성내동·풍납동·길동·둔촌동·거여동·마천동·방이동·이동·오금동·송파동·석촌동·가락동·문정동·잠실동·신천동·삼전동·장지동에 서울특별시 강동구 설치
- 1988년 1월 1일 강동구 가락동·거여동·마천동·문정동·방이동·삼전동·석촌동·송파동·오금동·잠실동·장지동·풍납동이 송파구로 분구

## 서울 강동구의 역대 국회의원 일람
| 대수   | 이름           | 소속정당     | 임기                               | 선거구역 |
| ------ | -------------- | ------------ | ---------------------------------- | --- |
| 제11대 | 정남(鄭男)     | 민주정의당   | 1981년 4월 11일 ~ 1985년 4월 10일  | 강동구 일원(제14선거구)                                                                                         |
| 제11대 | 정진길(鄭鎭吉) | 민주한국당   | 1981년 4월 11일 ~ 1985년 4월 10일  | 강동구 일원(제14선거구)                                                                                         |
| 제12대 | 김동규(金東圭) | 신한민주당   | 1985년 4월 11일 ~ 1988년 5월 29일  | 강동구 일원(제14선거구)                                                                                         |
| 제12대 | 정남(鄭男)     | 민주정의당   | 1985년 4월 11일 ~ 1988년 5월 29일  | 강동구 일원(제14선거구)                                                                                         |
| 제13대 | 김동규(金東圭) | 통일민주당   | 1988년 5월 30일 ~ 1992년 5월 29일  | 강동구 갑: 하일동, 상일동, 명일동, 고덕동, 암사1동, 암사2동, 암사3동, 길1동, 길2동                              |
| 제13대 | 김중위(金重緯) | 민주정의당   | 1988년 5월 30일 ~ 1992년 5월 29일  | 강동구 을: 천호1동, 천호2동, 천호3동, 천호4동, 성내1동, 성내2동, 둔촌1동, 둔촌2동                               |
| 제14대 | 이부영(李富榮) | 민주당       | 1992년 5월 30일 ~ 1995년 11월 11일 | 강동구 갑: 하일동, 상일동, 명일1동, 명일2동, 고덕1동, 고덕2동, 암사1동, 암사2동, 암사3동, 암사4동, 길1동, 길2동 |
| 제14대 | 김중위(金重緯) | 민주자유당   | 1992년 5월 30일 ~ 1996년 5월 29일  | 강동구 을: 천호1동, 천호2동, 천호3동, 천호4동, 성내1동, 성내2동, 성내3동, 둔촌1동, 둔촌2동                      |
| 제15대 | 이부영(李富榮) | 통합민주당   | 1996년 5월 30일 ~ 2000년 5월 29일  | 강동구 갑: 하일동, 상일동, 명일1동, 명일2동, 고덕1동, 고덕2동, 암사1동, 암사2동, 암사3동, 암사4동, 길1동, 길2동 |
| 제15대 | 김중위(金重緯) | 신한국당     | 1996년 5월 30일 ~ 2000년 5월 29일  | 강동구 을: 천호1동, 천호2동, 천호3동, 천호4동, 성내1동, 성내2동, 성내3동, 둔촌1동, 둔촌2동                      |
| 제16대 | 이부영(李富榮) | 한나라당     | 2000년 5월 30일 ~ 2004년 5월 29일  | 강동구 갑: 하일동, 상일동, 명일1동, 명일2동, 고덕1동, 고덕2동, 암사1동, 암사2동, 암사3동, 암사4동, 길1동, 길2동 |
| 제16대 | 심재권(沈載權) | 새천년민주당 | 2000년 5월 30일 ~ 2004년 5월 29일  | 강동구 을: 천호1동, 천호2동, 천호3동, 천호4동, 성내1동, 성내2동, 성내3동, 둔촌1동, 둔촌2동                      |
| 제17대 | 김충환(金忠環) | 한나라당     | 2004년 5월 30일 ~ 2008년 5월 29일  | 강동구 갑: 하일동, 상일동, 명일1동, 명일2동, 고덕1동, 고덕2동, 암사1동, 암사2동, 암사3동, 암사4동, 길1동, 길2동 |
| 제17대 | 이상경(李相庚) | 열린우리당   | 2004년 5월 30일 ~ 2008년 5월 29일  | 강동구 을: 천호1동, 천호2동, 천호3동, 천호4동, 성내1동, 성내2동, 성내3동, 둔촌1동, 둔촌2동                      |
| 제18대 | 김충환(金忠環) | 한나라당     | 2008년 5월 30일 ~ 2012년 5월 29일  | 강동구 갑: 강일동, 상일동, 명일1동, 명일2동, 고덕1동, 고덕2동, 암사1동, 암사2동, 암사3동, 길1동, 길2동          |
| 제18대 | 윤석용(尹碩鎔) | 한나라당     | 2008년 5월 30일 ~ 2012년 5월 29일  | 강동구 을: 천호1동, 천호2동, 천호3동, 천호4동, 성내1동, 성내2동, 성내3동, 둔촌1동, 둔촌2동                      |
| 제19대 | 신동우(申東雨) | 새누리당     | 2012년 5월 30일 ~ 2016년 5월 29일  | 강동구 갑: 강일동, 상일동, 명일1동, 명일2동, 고덕1동, 고덕2동, 암사1동, 암사2동, 암사3동, 길동                  |
| 제19대 | 심재권(沈載權) | 민주통합당   | 2012년 5월 30일 ~ 2016년 5월 29일  | 강동구 을: 천호1동, 천호2동, 천호3동, 성내1동, 성내2동, 성내3동, 둔촌1동, 둔촌2동                               |
| 제20대 | 진선미(陳善美) | 더불어민주당 | 2016년 5월 30일 ~ 2020년 5월 29일  | 강동구 갑: 강일동, 상일동, 명일1동, 명일2동, 고덕1동, 고덕2동, 암사1동, 암사2동, 암사3동, 길동                  |
| 제20대 | 심재권(沈載權) | 더불어민주당 | 2016년 5월 30일 ~ 2020년 5월 29일  | 강동구 을: 천호1동, 천호2동, 천호3동, 성내1동, 성내2동, 성내3동, 둔촌1동, 둔촌2동                               |
| 제21대 | 진선미(陳善美) | 더불어민주당 | 2020년 5월 30일 ~ 2024년 5월 29일  | 강동구 갑: 강일동, 상일동, 명일1동, 명일2동, 고덕1동, 고덕2동, 암사1동, 암사2동, 암사3동, 길동                  |
| 제21대 | 이해식(李海植) | 더불어민주당 | 2020년 5월 30일 ~ 2024년 5월 29일  | 강동구 을: 천호1동, 천호2동, 천호3동, 성내1동, 성내2동, 성내3동, 둔촌1동, 둔촌2동                               |
| 제22대 | 진선미(陳善美) | 더불어민주당 | 2024년 5월 30일 ~                  | 강동구 갑: 강일동, 상일동, 명일1동, 명일2동, 고덕1동, 고덕2동, 암사1동, 암사2동, 암사3동                        |
| 제22대 | 이해식(李海植) | 더불어민주당 | 2024년 5월 30일 ~                  | 강동구 을: 천호1동, 천호2동, 천호3동, 성내1동, 성내2동, 성내3동, 둔촌1동, 둔촌2동, 길동                         |

## 같이 보기
- 강동구 갑
- 강동구 을
- 서울 서초구의 국회의원
- 서울 강남구의 국회의원
- 서울 송파구의 국회의원
- 하남시의 국회의원